# Symphimus leucostomus
Symphimus leucostomus (мексиканська білогуба змія) — вид змій родини полозових (Colubridae). Ендемік Мексики.

## Поширення і екологія
Мексиканські білогубі змії мешкають на тихоокеанському узбережжі Теуантепекського перешийка (на південному сході Оахаки та на південному заході Чіапаса), а також в гирлі Ріо-Бальсас в штаті Мічоакан та в околицях міста Чамела в штаті Халіско. Вони живуть в сухих тропічних лісах.